# Francisco de Paula Vilanova y Pizcueta
Francisco de Paula Vilanova y Pizcueta (1859 - 15 de junio de 1923 fue un escritor e historiador español.

## Biografía
Era hijo de Juan Vilanova y Piera, geólogo y paleontólogo español y de Francisca de Paula Pizcueta, casados en Valencia el 15 de febrero de 1858. Nieto de José Pizcueta y Donday, botánico y Rector de la Universidad de Valencia entre 1859 y 1867. Se dedicó sobre todo al género biográfico, escribiendo la biografía del pintor Juan de Juanes y la de diversos religiosos de la provincia de Valencia, la historia de cuya universidad también investigó.